# Moulinex
Moulinex — франко-німецька торгова марка, під якою виробляються домашні електричні прилади та машини.
Була заснована у 1955 році Жаном Мантеле (Jean Mantelet) в місті Алансон як французька фірма-виробник побутової електричної техніки. Назва є комбінацією із слів фр. «Moulin-» («млин») та «-ex» («експресс»).
Після банкрутства фірми Жана Мантеле у 2001 році, бренд став власністю французького холдингу Groupe SEB. Основним виробником продукції є німецька фірма Krups.[джерело?]